# Zwart als roet
Zwart als roet is een Nederlandse documentaire uit 2014 van Sunny Bergman, een productie van De Familie Film & TV. De film ging in première op 27 november 2014 tijdens het IDFA en werd op 1 december 2014 uitgezonden door de VPRO.

## Inhoud
Bergman gaat in de documentaire op zoek naar verschillende invalshoeken in het zwartepietendebat. Aan de ene kant wordt gesteld dat de eigenschappen van Zwarte Piet stereotyperend en racistisch zijn, en aan de andere kant wordt gesteld dat Zwarte Piet een onschuldige en kindvriendelijke folklore is in de Nederlandse traditie. In de documentaire gaat ze verkleed als Zwarte Piet naar een Londens park om bezoekers, onder wie Russell Brand, te vragen naar hun mening over Zwarte Piet.
Ook filmde ze bij de Landelijke intocht van Sinterklaas in 2014. Deze vond plaats op 15 november in Gouda. Bij de intocht stond een groep activisten op de Markt toen Sinterklaas daar aankwam. Enkelen van hen droegen T-shirts met anti-pietafbeeldingen. Bergman werd bij de intocht "met camera en al" gearresteerd. Diezelfde dag werd ze weer vrijgelaten.